# Château de Castelbouc
Le château de Castelbouc est un château situé au-dessus du village éponyme, sur la commune française de Sainte-Enimie dans le département de la Lozère. Il est aujourd'hui en état de ruine, et est quasiment inaccessible.

## Localisation
Le château est situé sur la commune de Sainte-Enimie, sur un piton rocheux surplombant les gorges du Tarn, dans l'ancienne province du Gévaudan, dans le département français de la Lozère.

## Historique
Des découvertes récentes d'empreintes de sauropodes (dinosaures herbivores de très grande taille) dans la grotte située près du pont menant au village semble indiquer qu'au Jurassique moyen (170 millions d'années), le site se situait en bord de lagune.
La première trace du château remonte XIIe siècle, il est alors une possession d'Étienne de Castelbouc, vassal d'Élie de Montbrun. Ce dernier est commandeur des templiers du Larzac.
Au XVIe siècle, les États particuliers du Gévaudan ordonnent la destruction de nombreux châteaux de la province. C'est sans doute de par l'une de leurs décisions que celui de Castelbouc est détruit en 1592. Tout ceci afin qu'il ne puisse pas servir de refuge aux protestants durant les guerres de Religion.

### La légende
Du temps des Croisades (XIIIe siècle), tous les hommes seraient partis guerroyer, sauf le seigneur Raymond de Castelbouc. La légende raconte qu'il aurait dû contenter toutes les femmes du village, en manque d'homme, et qu'il en serait mort d'épuisement. Le soir venu, son fantôme en forme de bouc, animal lubrique, survole le château, donnant son nom au lieu.